# Élection présidentielle libérienne de 1849
L'élection présidentielle libérienne de 1849 est la seconde élection présidentielle du Liberia. Organisé en mai 1849, le scrutin annonce la réélection du président Joseph Jenkins Roberts pour un second mandat.

## Résultat
Élu président en 1847, Joseph Jenkins Roberts, est réélu, sans adversaires, pour un second mandat. 